# Пензулаев, Мухидин Махмудович
Мухидин Махмудович Пензулаев(кум. Мухиддин Махмудны уланы) (1874—26 июня 1942) — горский общественный деятель, министр связи и телеграфа правительства Горской республики.

## Биография
По национальности кумык. Дворянин Ставропольской губернии. Приходился внуком генералу-майору Алибеку Пензулаеву и братом Таджуддину Пензулаеву.
В 1904 году прошёл полный курс обучения во Владикавказском реальном училище. Выпускник Императорского Харьковского технологического института. В 1917 году в Петрограде участвовал в организации Комитета горцев Северного Кавказа. Вместе с ним в руководстве этой организации состояли  З. Шамиль (внук имама Шамиля), осетин А. Цаликов, адыг А. Намитоков, кабардинец И. Алтадуков. В мае 1917 года участвовал в работе Центрального Комитета   Союза объединенных горцев Кавказа. В ноябре того же года избран председателем комиссии по железнодорожным дорогам, почте и телеграфу. В 1918-1919 был министром путей сообщения, почты и телеграфа Горской Демократической республики. 
Весной 1919 года при угрозе деникинской оккупации Мухидин Пензулаев в составе делегации выехал в Тифлис на пленарное заседание Закавказской конференции, где было оглашено обращение от Горской республики об оказании немедленной вооруженной помощи. Вследствие быстрого продвижения белогвардейцев конференция была в значительной мере безрезультатной. Однако обращение было поддержано, и в Баку для защиты горских народов был создан Особый комитет государственной обороны. По возвращении из Баку Мухидин Пензулаев и его некоторые соратники также были арестованы деникинцами. 
С приходом советской власти Мухидин Пензулаев, начиная с 4 января  1921 года служил в Экономическом отделе Терского областного совнаркома при Карачаевском окружном ревкоме. Занимал там должность заведующего экономическим отделом.
Умер 28 июня 1942 года во Владикавказе.

## Семья
- Первая жена — Айзанат Аджаматова[1].
  - Сын — Алибек Пензулаев, умер будучи студентом третьего курса Бакинского университета.
- Вторая жена (с 1913) — Мария Георгиевна Карасян